# Удод Іван Михайлович
Іван Михайлович Удод (1920, Мехедівка — 28 березня 1944) — Герой Радянського Союзу, в роки радянсько-німецької війни заступник командира відділення протитанкових рушниць 384-го окремого батальйону морської піхоти Одеської військово-морської бази Чорноморського флоту, матрос.

## Біографія
Народився в 1920 році в селі Мехедівка Драбівського району Черкаської області в сім'ї селянина. Українець. Закінчив 5 класів. Працював у колгоспі, потім врубовим машиністом на шахті № 4-біс в місті Красний Луч Ворошиловградської (нині Луганської) області.
У Військово-морському флоті з 1940 року. Службу проходив на Чорноморському флоті стрілочником у залізничній роті в місті Новоросійськ.
На фронті у радянсько-німецькій війні з червня 1941 року. У складі морської піхоти брав участь в обороні Севастополя і Новоросійська.
У травні 1943 року матрос Удод був направлений до сформованого 384-го окремого батальйону морської піхоти Чорноморського флоту. У вересні 1943 року з бойової характеристикою І. М. Удод був прийнятий до лав ВКП(б)/КПРС.
Восени 1943 року брав участь у десантних операціях біля міст Азовського узбережжя: Таганрога, Маріуполя, Осипенка (нині Бердянськ). За відзнаку в цих боях був нагороджений орденом Червоної Зірки. Потім були бої на Кінбурнській косі, відвоювання селищ Херсонської області Олександрівка, Богоявленське (нині Жовтневий) і Широка Балка.
У другій половині березня 1944 року війська 28-ї армії почали бої по відвоюванню міста Миколаєва. Щоб полегшити фронтальний удар наступаючих, було вирішено висадити в порт Миколаїв десант. Зі складу 384-го окремого батальйону морської піхоти виділили групу десантників під командуванням старшого лейтенанта Костянтина Ольшанського. У неї ввійшли 55 моряків, 2 зв'язківця зі штабу армії і 10 саперів. Провідником пішов місцевий рибалка Андрєєв. Одним з десантників був матрос Удод.
Дві доби загін вів кровопролитні бої, відбив 18 запеклих атак противника, знищивши при цьому до 700 солдатів і офіцерів ворога. Під час останньої атаки німці застосували танки-вогнемети й отруйні речовини. Проте ніщо не змогло зломити опір десантників, примусити їх скласти зброю. Вони з честю виконали бойову задачу.
Від важких поранень і отруєння газами помер увечері 28 березня 1944 року в госпіталі. Похований у братській могилі в місті Миколаєві у сквері 68-ми десантників.
Звістка про їхній подвиг рознеслася по всій армії, по всій країні. Верховний Головнокомандувач наказав усіх учасників десанту представити до звання Героя Радянського Союзу.
Указом Президії Верховної Ради СРСР від 20 квітня 1945 року за зразкове виконання бойових завдань командування на фронті боротьби з німецькими загарбниками і проявлені при цьому відвагу і геройство матросу Удоду Івану Михайловичу було присвоєно звання Героя Радянського Союзу (посмертно).

## Нагороди, пам'ять
Нагороджений орденами Леніна, Червоної Зірки, медаллю.
Іменем 68-ми десантників названа вулиця Миколаєва, відкрито Народний музей бойової слави моряків-десантників. У Миколаєві в сквері імені 68-ми десантників встановлено пам'ятник.
У селищі Жовтневому на березі Бузького лиману, звідки йшли на завдання десантники, встановлена меморіальна гранітна брила з пам'ятним написом.